# Navstreču žizni
Navstreču žizni (Навстречу жизни) è un film del 1952 diretto da Nikolaj Ivanovič Lebedev.